# Talteater

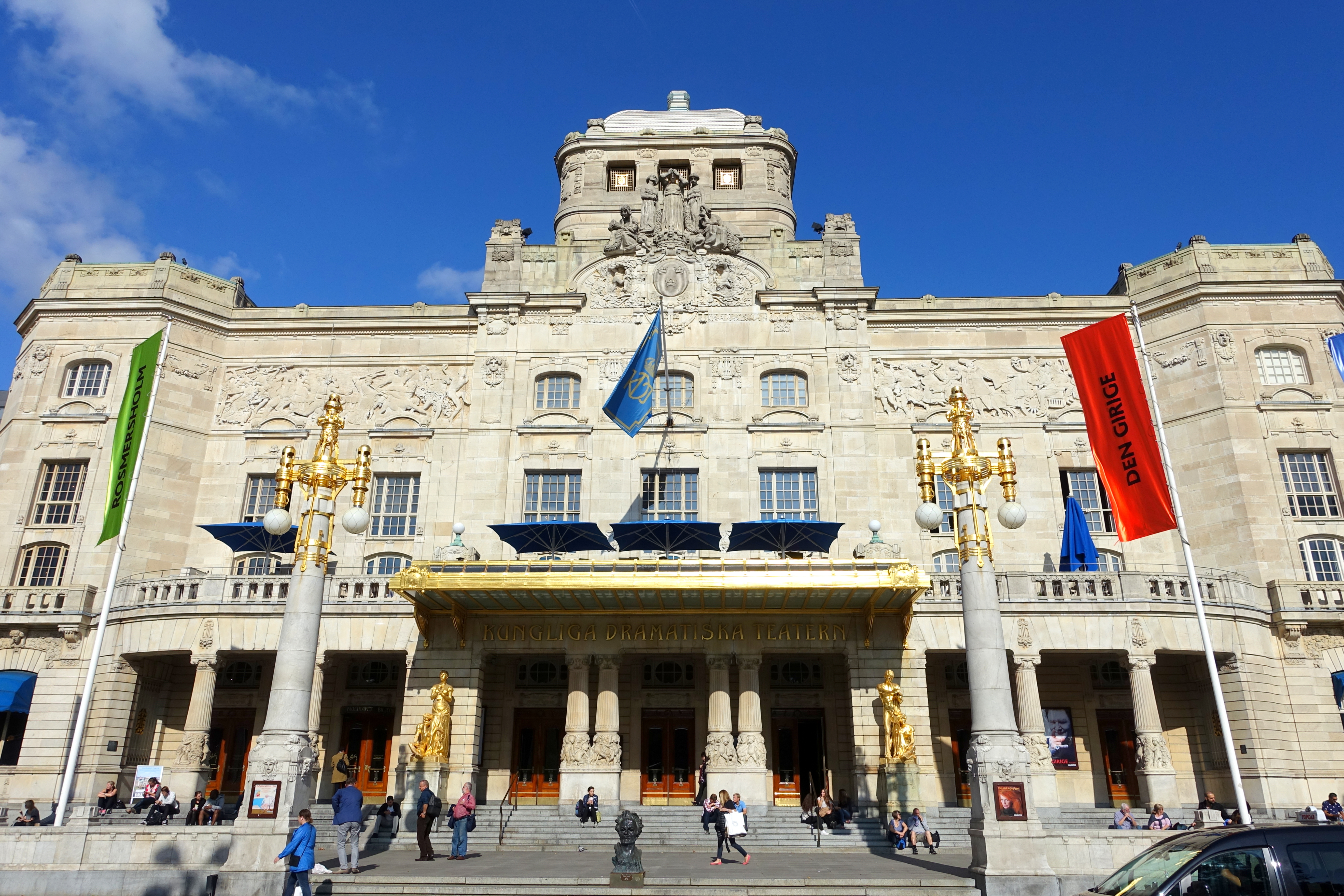
Kungliga Dramatiska Teatern i Stockholm

Talteater eller dramatisk teater är teater där monolog eller dialog är den huvudsakliga uttrycksformen, till skillnad från musikteater där musik är ett viktigt inslag.
Sveriges nationalscen för talteater är Kungliga Dramatiska teatern.